# Sunny side
『SUNNY SIDE』（サニー・サイド）は、渡辺満里奈3枚目のオリジナル・アルバム。1988年7月21日、EPIC/SONY RECORDS（現・エピックレコードジャパン）から発売された。

## 解説
10か月ぶりのオリジナル・アルバム。
シングル「夏の短編」「見つめてあげたい（New Remix）」を収録（C/W曲「白いアドレス」「恋するJellyと7月」は2曲ともアルバム未収録）。
CDの帯コピーは「待望のフルアルバム!ひと夏に刻まれた満里奈の成長の跡がくっきり。」
現在、音楽配信で音源入手可能。

## 収録曲
- 作詞：麻生圭子（1,4,8）真名杏樹（2,3）沢ちひろ（5,7,10）岩里祐穂（6）川村真澄（9）
- 作曲：MAYUMI（1,2,7）岸正之（3,8）山川恵津子（5,6,9）井上ヨシマサ（4） Joey Carbone（10）
- 編曲：武部聡志（1,3,7）井上鑑（2.8.10）山川恵津子（5.6.9）西平彰（4）

1. 八月、最初の水曜日
2. 星降る島にて
3. 夏の短編
4. 続･避暑地の森の天使たち[3]
5. 恋をしただけ
6. 水の中から恋してる
7. Cotton Candy
8. リアウインドーにgood-bye
9. 見つめてあげたい（New Remix）
10. One Night

## 参加ミュージシャン
- Drum：山木秀夫、青山純、江口信夫
- Bass：富倉安生、高水健司、美久月千晴、松原秀樹
- E.Guitar：松原正樹、鳥山雄司、土方隆行、今剛
- A.Guitar：笛吹利明
- Keyboard：山川恵津子、井上鑑、武部聡志、島健
- Synthesizer Programer：浦田恵司、大竹徹夫、森達彦、松井隆雄、西平彰
- Percussion：木村誠
- Strings：友田啓明グループ
- chorus：比山貴咏史、木戸やすひろ、山川恵津子、広谷順子、中山みさ、小室和幸

出典：『ニッポンの編曲家』